# Heinrich Gerland
Heinrich Balthasar Gerland, född 3 april 1874, död 28 december 1944, var en tysk jurist.
Gerland blev 1906 professor i Jena. Bland hans talrika skrifter märks Die Geldfälschungsdelikte (1901), Deutsches Reichsstrafrecht (1922), Der deutsche Strafprocess (1927) och Probleme des englischen Rechtslebens (1928).